# Non-Central Government
Non-Central Governments (NCGs; zu deutsch: nicht-zentrale Regierungen) sind Regierungen, die nicht die oberste Staatsgewalt innehalten, wie etwa Provinz-, Bundesstaaten- oder Länderregierungen. Beispiele sind die Bundesländer in Deutschland und Österreich, die Bundesstaaten in Brasilien, Indien und den USA, die Präfekturen in Japan, die Kantone in der Schweiz oder die Provinzen und Territorien in Kanada. Auch Landkreise in Deutschland oder Counties in den USA zählen zu nicht-zentralen Regierungen.
Teils wird als Synonym für Non-Central Government auch subnationale oder substaatliche Regierung genutzt. An dieser Begrifflichkeit gibt es jedoch Kritik: Zwar sind lokale und regionale Regierungen unterhalb der Zentralregierung angesiedelt (daher das Präfix "sub-"). Doch suggeriert diese Einteilung auch eine Zweitklassigkeit, obwohl lokale und regionale Regierungen oftmals alleinig für bestimmte Aufgaben des Gemeinwohls zuständig sind und es vielfältige Überschneidungen mit der Zentralregierung gibt.

## Unterschiede in den Kompetenzen nicht-zentraler Regierungen
Nicht alle Länder der Welt haben nicht-zentrale Regierungen, sondern sind zentral aufgebaut oder weisen eine autoritäre Regierung auf, die die Staatsgeschicke bestimmt. Darüber hinaus gibt es auch zwischen solchen Ländern mit mehreren Regierungsebenen Unterschiede in ihrer Anzahl, Größe, Struktur und institutioneller Kompetenz. Die Kompetenzen regionaler Regierungen sind in den vergangenen Jahrzehnten gewachsen, doch gibt es weiterhin große Unterschiede zwischen verschiedenen Ländern.